# Astrid Ley (Architektin)
Astrid Ley (* 30. Dezember 1974 in Köln) ist eine deutsche Architektin. Seit Oktober 2014 ist sie Professorin für den Lehrstuhl Internationaler Städtebau an der Universität Stuttgart und Ko-Leiterin des Städtebau-Instituts der Universität. Sie ist Prodekanin für die Fakultät Städtebau.

## Leben und Wissenschaftliche Laufbahn
Astrid Ley absolvierte 2001 ihr Studium der Architektur mit Schwerpunkt Städtebau an der Rheinisch-Westfälischen Technischen Hochschule (RWTH) in Aachen und war bei Agenda Transfer, einer Agentur für Nachhaltigkeit, in Bonn tätig.
Von 2003 bis 2013 arbeitete sie an der Technischen Universität Berlin. 2009 promovierte sie in Architektur über Wohnungswesen als Aufgabe der Politik in Kapstadt. Ab 2004 war sie als Beraterin für Stadtentwicklung in verschiedenen Entwicklungsagenturen tätig. 2014 war sie Referentin für Stadtentwicklung beim Wissenschaftlichen Beirat der Bundesregierung für globale Umweltveränderungen (WBGU).
Im Oktober 2014 wurde sie auf den Lehrstuhl für Internationalen Städtebau in Nachfolge von Helmut Bott an der Universität Stuttgart berufen. Ihre Forschungsvorhaben sind Reallabor nachhaltige Mobilitätskultur, Reallabor Stadt-Raum-Bildung sowie das BMBF-Forschungsprojekt Wechsel – nachhaltige Transformation urbaner Räume. Sie ist Mitglied des Sustainable Development Solutions Network (SDSN) und Beraterin der oikos human settlements research group.

## Veröffentlichungen
- Astrid Ley und J. Fokdal: Reallaborforschung aus internationaler (Stadtentwicklungs-)Perspektive. Transformative Ansprüche im Globalen Süden. In: Reallabor für nachhaltige Mobilitätskultur (Hrsg.): Stuttgart in Bewegung – Berichte von unterwegs. Berlin 2018, ISBN 978-3-86859-509-3.
- P. Herrle, Astrid Ley und J. Fokdal (Hrsg.): From Local Action to Global Networks: Housing the Urban Poor,.Farnham and Burlington: Ashgate, 2015, ISBN 978-1-4724-5051-7.
- Astrid Ley: Juggling with Formality and Informality in Housing: Some Lessons from the New South Africa. In: S. Berking, C. McFarlane und M. Waibel (Hrsg.): Urban Informalities: Reflections on the Formal and Informal. Farnham and Burlington: Ashgate, 2012, S. 13–28.
- Astrid Ley: Housing as Governance. Interfaces between Local Government and Civil Society Organisations in Cape Town, South Africa (Dissertation). Münster/Berlin 2010: LIT Verlag, ISBN 978-3-643-10330-7.
- P. Herrle, Astrid Ley und A. Jachnow: The Metropolises of the South: Laboratory for Innovations? Towards better urban management with new alliances, Development and Peace Foundation, Policy Paper 25, Mai 2006.